# Черкасова, Светлана Сергеевна
Светлана Сергеевна Черкасова (род. 20 мая 1978 года в Белогорске) — российская легкоатлетка, Мастер спорта России международного класса, тренер сборной России по современному пятиборью.

## Биография
Родилась в городе Белогорске. Родители — мать Белокурова Татьяна Андриановна, живёт в Белогорске. Отец — Сергей Белокуров, умер в 2004 году от рака. У Светланы есть младший брат Дмитрий.
Начала заниматься легкой атлетикой в городе Белогорске в спортивной школе. Первый тренер Ирина Спиридонова, занималась со Светланой 2 года, после чего ушла в декрет. Второй тренер Сергей Лукьянчук который явился основным наставником. После окончания школы в 1996 году уехала учиться в Хабаровск, где её тренером был Александр Иваровский. Там же познакомилась со своим будущим мужем, Черкасовым Алексеем (мастером спорта по прыжкам в высоту 2.20). Поженились в 1997 году. С мужем переехали на год в Новочебоксарск по приглашению тренера Зигизмунда Отто Борисовича.
Тренировалась у Стыркиной Светланы Павловны с 1998 г по 2003 г, у неё стала мастетром спорта в 1999г и 2000 г летом мастером спорта международного класса. В 2001 г выиграла чемпионат России в беге на 800 м. На 400 м личный рекорд 51.86 . На 1500 4.03.5
Осенью 2003 года перешла к другому тренеру Матвею Телятникову. Училась в педагогическом институте Хабаровска, откуда перевелась в Академию физической культуры на профессию тренер-препадователь ДВГАФК и успешно закончила ее в 2005 году.
В данный момент работает со спортсменами сборной России в беге в современном пятиборье

### Взгляды
В 2011 году подвергла критике южноафриканскую легкоатлетку Кастер Семеню:
Олимпийская чемпионка-2008 Памела Джелимо из Кении, чемпионка мира-2009 Семеня – однодневки, которые ярко вспыхивают и быстро гаснут. Но что касается Семени, мне обидно, что IAAF разрешила ей выступать. Сложно назвать южноафриканку как-то иначе, чем мутантом. Как мы должны соревноваться с ней, имеющей заведомо повышенный уровень тестостерона.
Негативно оценивала действительность Юлии Степановой и подвергла критике метателя молота Сергея Литвинова за его позицию в вопросе допингового скандала во Всероссийской федерации лёгкой атлетики.